# Serrat de la Calcina
El Serrat de la Calcina és una serra situada entre els municipis de la Vall d'en Bas i de Sant Feliu de Pallerols a la comarca de la Garrotxa, amb una elevació màxima de 756,1 metres.